# Juanfernandezia melanocephala
Juanfernandezia melanocephala (Millidge, 1991) è un ragno appartenente alla famiglia Linyphiidae.
È l'unica specie nota del genere Juanfernandezia.

## Distribuzione
La specie è stata rinvenuta nell'arcipelago Juan Fernández, al largo delle coste cilene; è un endemismo dell'isola Alejandro Selkirk.

## Tassonomia
La specie fu denominata originariamente Malkinia melanocephala Millidge, 1991. Nel 2008, in sede di revisioni tassonomiche e di omonimie in un lavoro degli aracnologi Koçak & Kemal, fu cambiata con la denominazione corrente in quanto Malkinia Usinger & Matsuda, 1959, indicava già un genere di insetti eterotteri della famiglia Aradidae.
Dal 1991 non sono stati esaminati esemplari, né sono state descritte sottospecie al 2012.